# ضدانعقاد
ضد انعقاد (به انگلیسی: Anticoagulant) ماده‌ای با ویژگی‌های دارویی‌است که از لخته شدن خون جلوگیری می‌کند. انعقاد فرایندی است که موجب لخته شدن خون می‌شود. این فرایند از دو مسیر داخلی وخارجی موجب تبدیل فیبرینوژن به فیبرین، فعال شدن فاکتورهای انعقادی و تجمع پلاکت‌ها می‌شود. پادبندها به‌طور طبیعی در بدن زالوها و حشراتی که از خون دیگر موجودات تغذیه می‌کنند، مانند پشه وجود دارد. گروهی از داروها به نام داروهای ضد انعقاد می‌توانند برای درمان ترومبوز و گرفتگی‌های درون‌تنی استفاده می‌شوند. برخی از داروهای ضد انعقاد در تجهیزات پزشکی مانند لوله‌های آزمایش، کیسه‌های انتقال خون، و تجهیزات دیالیز کلیوی استفاده می‌شوند.

## داروهای ضد انعقادی و ضد پلاکتی
داروهای ضد انعقادی و ضدپلاکتی داروهایی هستند که احتمال لخته شدن خون در سرخرگها، سیاهرگها یا قلب را کاهش می‌دهند. لخته‌ها می‌توانند سبب انسداد جریان خون به عضله قلبی و در نتیجه حمله قلبی شوند. آن‌ها همچنین می‌توانند سبب انسداد جریان خون به مغز شده و منجر به سکته مغزی گردند.
استفاده از داروهای ضد انعقادی و ضد پلاکتی در افرادی که در معرض خطر انعقاد خون هستند، به حفظ جریان طبیعی خون کمک می‌کند. این گروه داروها عموماً از تشکیل لخته‌های کوچک خون در سیاهرگها و نیز سرخرگها و خطرات قلب جلوگیری می‌نمایند و تا حدودی مانع حرکت لخته‌های تشکیل شده (آمبولی) به سوی اندامهای حیاتی بدن می‌شوند. با این وجود این گونه داروها لخته‌های خون را از بین نمی‌برند.
گروه داروهای ضد پلاکت مانع تجمع پلاکتها و در نتیجه مانع تشکیل لخته خون می‌شوند. از این داروها مانند آسپیرین و دی‌پیریدامول در افرادی که مستعد لخته‌سازی‌اند به منظور پیشگیری از تشکیل لخته خون استفاده می‌شود.
گروه داروهای ضد انعقاد در دو شکل تزریقی و خوراکی تولید و عرضه می‌شوند. رایج‌ترین قلم دارویی تزریقی از این گروه هپارین است که به‌طور عمده در بیمارستانها و هنگام اعمال جراحی یا در جریان دیالیز کلیوی تجویز می‌شود. امروزه انواع جدیدتر صناعی هپارین تهیه شده که از همان اثربخشی برخوردار و اثراتشان طولانی‌تر است.
داروی وارفارین رایج‌ترین شکل خوراکی داروهای ضد انعقاد است که به منظور پیشگیری از تشکیل لخته در عروق و قلب و جلوگیری از سکته‌ها تجویز می‌شود. از این دارو به دنبال سوانح یا در مبتلایان به اختلالات دریچه‌ای قلب یا پس از اعمال جراحی به ویژه اعمال تعویض دریچه‌های قلب که خطر بروز آمبولی بالاست، استفاده می‌شود. مشکل اصلی و شایعی که طی مصرف این داروها وجود دارد این است که مصرف بیش از حد آن‌ها می‌تواند سبب بروز خون‌ریزی از بینی یا لثه یا دستگاه ادراری یا سایر نقاط بدن شود. به همین علت مقدار مصرف دارو (دوز دارو) باید بسیار با دقت محاسبه شده، برای اطمینان از قسمت سیستم انعقاد بدن، آزمایش‌های خونی منظم (آزمونPT) انجام گیرد.

## داروهای ضد انعقاد خوراکی
باید توجه داشت که اثر داروهای ضد انعقاد خوراکی با مصرف برخی داروهای دیگر تغییر می‌یابد؛ بنابراین با مصرف برخی داروها باید مقدار مصرف داروهای ضد انعقاد کمتر یا بیشتر شود. مصرف‌کنندگان داروهای ضدانعقادی باید فهرست هشدار دهنده‌ای را از داروهایی که نباید مصرف کنند یا باید با احتیاط مصرف نمایند، در اختیار داشته باشند.
داروهای ضدانعقاد خوراکی از طریق دستگاه گوارش جذب شده و قبل از دفع در ادرار به شکل وسیعی متابولیزم می‌شوند. برخلاف داروهای ضدانعقاد تزریقی داروهای ضدانعقاد خوراکی، از جفت عبور نموده و ممکن است باعث خون‌ریزی در جنین و اختلال در شکل‌گیری جنین شوند.
شایعترین عارضه جانبی داروهای ضدانعقاد خوراکی خون‌ریزی می‌باشد، که ممکن است از نظر شدت از یک خون دماغ خفیف تا خون‌ریزی تهدیدکننده زندگی باشد؛ بنابراین به بیماران باید آموزش داده شود تا هر علامت خونریزی، شامل پیدایش خون در ادرار و خون‌ریزی زیرپوستی را گزارش کنند.
داروهای ضدانعقاد خوراکی به‌طور اولیه برای درمان طولانی مدت بیمارانی که اختلال آمبولی لخته‌ای مانند لخته ورید عمقی یا فیبریلاسیون دهلیزی دارند و بیمارانی که دریچه قلب مصنوعی دارند به کار می‌رود. آن‌ها همچنین همراه با هپارین برای درمان سکته قلبی به کار می‌روند. هدف داروهای ضدانعقاد خوراکی منع پیدایش آمبولی و بنابراین جلوگیری از نتایج خطرناک و مرگبار لخته شدن می‌باشد.

### درمان خون‌ریزی به هنگام مصرف داروهای ضد انعقاد خوراکی
اگر خون‌ریزی روی دهد، داروی ضدانعقاد خوراکی باید قطع گشته تا اینکه خون‌ریزی بتواند ارزیابی شده و PT بیمار مشخص گردد. درمان خون‌ریزی ممکن است شامل کاهش مقدار دارو و تزریق فیتونادیون (ویتامین K۱) باشد.

### مشتقاتکومارین(آنتاگونیست ویتامین کا)
وارفارین  به‌طور کامل پس از مصرف خوراکی جذب می‌گردد. حدود ۹۹ درصد این دارو به پروتئین‌های پلاسما وصل شده، و تقریباً به‌طور کامل به وسیله دو آنزیم سیتوکروم P450) CYP1A۲ و CYP2C) متابولیز می‌شود.

### آنی سیندیون
آنی‌سیندیون (Anisindione) خواص دارویی مشابه به داروهای ضدانعقاد کومارین داشته از تشکیل فاکتورهای II, VII, IX, و X جلوگیری می‌کند اما حالت سمی بیشتری دارد. مانند سایر اینداندیون‌ها، این دارو ممکن است باعث مسمومیت کلیوی شود که به وسیله نکروز (بافت مردگی) حاد لوله‌ای مشخص گردیده یا ممکن است باعث فقدان گلبول‌های سفید گردد.

## داروهای ضدانعقاد تزریقی
داروهای ضدانعقاد تزریقی شامل هپارین، هیرودین، و مشتقات این مواد طبیعی می‌باشند.

### هپارین و هپارین تجزیه شده
در شکل طبیعی آن، هپارین شامل قطعاتی با وزن مولکولی بالا از ۵۰۰۰ تا ۳۰٫۰۰۰ و نیز قطعاتی با وزن مولکولی پایین از ۲۰۰۰ تا ۹۰۰۰ می‌باشد. انوکساپارین (Enoxaparin) و دالتپارین (Dalteparin)، دو شکل هپارین با وزن مولکولی پایین (LMWH)، اخیراً به بازار عرضه شده و تعداد دیگری در حال حاضر در دست تحقیق می‌باشند.
هپارین از طریق روده جذب نشده و باید به شکل تزریقی داده شود. این دارو معمولاً از طریق تزریق پیوسته وریدی داده می‌شود و به وسیله سیستم رتیکولواندوتلیال، از گردش خون گرفته شده به وسیله کلیه و مکانیزم‌های کبدی از بدن دفع می‌گردد…

### مهارکننده‌های مستقیمترومبین
هیرودین (Hirudin) یک داروی ضدانعقاد طبیعی است که از غدد بزاقی هیرودومدیسینالیس، که یک نوع زالو می‌باشد به‌دست می‌آید. هیرودین و آنالوگهای آن به‌طور مستقیم ترومبین را بدون احتیاج به AT-III منع می‌کنند. این داروها در حال حاضر در دست بررسی‌های بالینی به منظور درمان آنژین ناپایدار و سکته قلبی حاد می‌باشند.

## داروهای ضدپلاکت
پلاکتها از طریق اتصال گیرنده‌های گلیکوپروتئین Ia با کلاژن در معرض قرار گرفته و نیز از طریق اتصال گیرنده‌های Ib با فاکتور وان ویلبراند، یک فاکتور در گردش مشابه فاکتور انعقادی VIII می‌باشد، به دیواره اندوتلیوم عروق صدمه دیده وصل می‌شوند.

### مهارکننده‌هایسیکلواکسیژناز(COX)
آسپرین یک داروی ضدالتهابی غیراستروئیدی (به انگلیسی: NSAID) می‌باشد که اثرات تسکین درد، تب‌بر، و ضدالتهاب دارد. این دارو همچنین تجمع پلاکتها را منع نموده و به منظور پیشگیری و درمان اختلالات آمبولی لخته شریانی به کار می‌رود.
آسپرین به شکل اولیه برای پیشگیری از لخته شریانی در بیماران با بیماری ایسکمی قلبی و سکته مغزی به کار می‌رود، اما موارد مصرف زیاد دیگری نیز دارد. در بیماران با آنژین صدری ناپایدار، این دارو برای جلوگیری از سکته قلبی به کار می‌رود.

### مهارکننده‌های ADP receptor/P2Y12
تیکلوپیدین یک داروی خوراکی ضدپلاکت جدیدتر می‌باشد که یک NSAID نمی‌باشد. تیکلوپیدین از طریق منع نمودار شدن گیرنده‌های گلیکوپروتئین پلاکتی که به وسیله ADP القا شده‌اند عمل نموده و بنابراین باعث کاهش اتصال فیبرینوژن و تجمع پلاکتی می‌گردد. کلوپیدوگرل نیز از همین گروه است.
البته تیکلوپیدین به دلیل عارضه
نوتروپنی دیگر مصرف نمی‌شود و نسل دوم این داروها شامل کلوپیدوگرل و پراشوکول و نسل سوم شامل تیکاگرلور جایگزین تیکلوپیدین شدند

### مهارکننده‌های گلیکوپروتئین IIb/IIIa
ابسیکسی‌ماب (Abciximab) داروی ضدپلاکت تزریقی (آنتاگونیست گلیکوپروتئین IIb/IIIa) می‌باشد که شامل قطعه فاب از یک آنتی‌بادی تک کلونی چیمریک انسانی ـ دریایی به نام ۷E۳ می‌باشد. این دارو به گیرنده‌های گلیکوپروتئین IIb/IIIa وصل شده و اتصال به وسیله فیبرینوژن و سایر مولکولهای چسبنده را منع می‌کند لذا مهارکننده تجمع پلاکتی می‌باشد.

### آنالوگهای پروستاگلاندین (PGI2)
آنالوگهای پروستاگلاندین (PGI2) مثل پروستاسیکلین از این گروه هستند.

### مهارکننده‌های فسفو دی‌استراز
مهارکننده‌های آنزیم فسفو دی‌استراز پلاکتی مانند دی‌پیریدامول از تشکیل لخته ممانعت می‌کنند. دی‌پیریدامول یک گشادکننده کرونر بوده و نسبتاً اثر ضدپلاکتی ضعیفی دارد.
- دی‌پیریدامول و آسپرین خاصیت مهار ترومبوکسان نیز دارند.

## داروهای شکننده فیبرین
داروهای شکننده فیبرین (فیبرینولیتیک)، یا داروهای شکننده لخته برای از بین بردن لخته خون ایجادشده در عروق (مثلاً درمان سکته قلبی) به‌کار می‌روند مانند فعال‌کننده بافتی پلاسمینوژن (آلتپلاز و رتپلاز) ،استرپتوکیناز و اوروکیناز. آلتپلاز و رتپلاز فرم نوترکیب فعال‌کننده پلاسمی‌نوژن بافتی ـ انسانی(rtPA) می‌باشند؛ یوروکیناز، آنزیمی است که از ادرار انسان به‌دست می‌آید؛ استرپتوکیناز، آنزیمی پروتئینی است که از استرپتوکوک به‌دست می‌آید؛ و انیسترپلاز، یک کمپلکس از پیش تعیین شده استرپتوکیناز و پلاسمی‌نوژن می‌باشد.
داروهای شکننده فیبرین به شکل تزریقی برای حل کردن لخته به کار می‌روند. در انیسترپلاز، گروه‌های انیسویل به جایگاه کاتالیزی بر روی پلاسمی‌نوژن متصل شده تا ترکیب یا کمپلکس را تا وقتی که تجویز یا تزریق شود پایدار می‌کنند. پس از تزریق، این با میزان کنترل شده‌ای دی‌اسیلاته می‌شود.

## درمان خون‌ریزی
اسیدآمینوکاپروئیک (Aminocaproic acid) با انسداد رقابتی فعال‌کننده پلاسمی‌نوژن، شکستن فیبرین را منع می‌کند. این دارو به منظور توقف خون‌ریزی ایجاد شده به‌وسیلهٔ داروهای شکننده فیبرین به کار می‌رود. این دارو همچنین به منظور جلوگیری از خون‌ریزی در بیمارانی که هموفیلی داشته، بیمارانی که از جراحی دستگاه گوارش یا پروستات بهبودی می‌یابند، و بیمارانی که سرطان دارند و اشعه درمانی یا شیمی‌درمانی می‌شوند بکار می‌رود.
ترانکزامیک اسید با ممانعت از عملکرد پلاسمین مانع لیز شدن لخته‌های خونی می‌شود.

## تداخل مواد با داروهای ضدانعقاد خون

### داروهای ضدانعقاد خون و بروکلی
مصرف بروکلی و کلم برای کسانی که تحت درمان با داروهای ضدانعقاد خوراکی مثل «وارفارین» هستند، ممنوع است چون این سبزی‌ها حاوی ویتامین K هستند که آثار ضدانعقادی را کاهش می‌دهند. اگر فردی که داروهای ضدانعقادی مصرف می‌کند، بروکلی یا کلم بخورد، احتمال شکل‌گیری لخته‌های خونی در او وجود دارد. این موادغذایی میزان تأثیر استامینوفن را که برای تسکین درد و کاهش تب تجویز می‌شود، پایین می‌آورند. اسفناج، آووکادو و کاهو نیز منابع ویتامین K هستند.

## داروهای گیاهی
داروهای گیاهی به دو دلیل بی‌خطر و مؤثر بودن مد نظر مصرف‌کنندگان قرار گرفته‌است و استفاده از آن‌ها در حال افزایش است. تقریباً از هر ۶ نفر، ۱ نفر از افراد بالغ در ایلات متحده از داروهای تجویز شده هم‌زمان حداقل یکی از داروهای گیاهی را نیز استفاده می‌کنند. درحالی‌که کمتر از ۴۰٪ بیماران استفاده از گیاه را به جای داروی جایگزین توسط پزشکان عادی یا اتاقهای اورژانس اذعان می دارند. اگر چه داروهای گیاهی به علت اثرات عوارض جانبی و سموم نسبت به داروهای شیمیایی متفاوت با توجه به غلظت پایین‌تر از اجزای فعال در نظر گرفته می‌شوند، استفاده از گیاهان خاص ممکن است شدید، کشنده یا دارای عوارض جانبی باشند قانون نیاز به صدور مجوز جهت کاشت داروهای گیاهی تنها در چند کشور از جمله آلمان، فرانسه، سوئد و استرالیا پیاده‌سازی شده‌است، درحالی‌که در ایالات متحده مکمل رژیم غذایی بهداشت و درمان و آموزش در سال ۱۹۹۴ به‌وسیلهٔ سازمان دارو در مان از احتیاجات مواد غذایی و مکمل‌ها حذف گردیده‌است.
وارفارین یک داروی مشتق شده از گیاه شبدر شیرین است که بین ویتامین K وابسته به پروتئین‌های انعقادی ساخته شده II ,VII, IX, X از طریق مهار ویتامین K اپوکسیدردوکتاز عمل می‌کند. دوز (مقدار) وارده براساس هدف نهایی (تارگت) نرمال بین‌المللی (PT INR) تنظیم شده و دارای تنوع‌هایی در روش‌های درمانی است. براساس درصد بیماران، تعداد کمی از بیماران تحت درمان ضد انعقاد مزمن دارای ثبات حجم PT INR هستند، براین اساس تعامل‌هایی با داروهای خاص و غذا وجود دارد و انجام اقلیت و اکثریت خون‌ریزی در ۲۴ ساعت هفته خواهد بود.
داروهای گیاهی به‌طور بالقوه با افزایش خطر خودبخودی می‌شوند، متناسب با اثر وارفارین بر ضد انعقاد، این تعامل، در اثر ترکیب فاکتورهایی همچون ماده ضد انعقادی و ضد پلاکت خواص گیاهان، مشابه اثرات دارویی وارفارین است؛ لذا ضروری است که پزشکان استفاده از چنین داروهایی را توسط بیماران خود به‌دقت تحت نظر بگیرند.

### اثرات ضد انعقادی از گیاهان
روزنه باریک درمانی، درمان ضد انعقاد را می‌توان در بسیاری از موارد تحت کنترل PT INR یافت. هر چند هرگونه تغییر ناگهانی در انطباق مواد مخدر یا رژیم غذایی می‌تواند منجر به خونریزی‌های خطرناک یا لخته شدن خون در این بیماران گردد. گیاهان زیادی می‌توانند باعث اثرات وارفارین از طریق یک یا چند مکانیسم شوند. بیشتر از ۱۳۰۰ مورد طبیعی کومارین شناسایی شده‌است. کومارین‌ها همه جا در گیاهان سبز و در ساختارهای مشابه وارفارین یافت می‌شوند گرچه ضرورتی ندارد که اثرات ضد انعقادی داشته باشند. این تر کیب دی کومارول (۴/۱ هیدروکسی کومارین) از کومارینی که از فعالیت‌های قارچ‌ها و کپک‌ها شکل گرفته‌است اثر ضد انعقادی آن معادل با دیگر سموم ضد انعقادی دارویی است که متضاد ویتامین K است.
تعدادی از گیاهان برای تغییر فارماکنیتیک وارفارین پیدا شده‌اند. گیاه چینی Danshen نوعی گل مریم است که معمولاً در چین برای درمان بیماری‌های قلبی عروقی و عروق مغزی استفاده می‌شود، یافت شده به‌طور چشمگیری باعث افزایش غلظت پلاسمای وارفارین موش‌ها به‌وسیلهٔ افزایش میزان جذب مشابه کاهش شفافیت و نمایان کردن حجم توزیع هر دو آناتیومرهای R وS دار می‌شوند و بعضی از گیاهان دارای دیگر تأثیرات غیر خاص ضد انعقادی هستند مانند گیاه عرقچین غیر کومارین (scutelaria baicalensis georgi) که دارای خواص ضد فعالیت HIV می‌باشد. این گیاه که مهارکننده انعقادی به عنوان مدر و قابض عمل می‌کند شامل هفت تانن شناخته شده است که مانع از کاهش سرین کلیدی ترومین و عامل XA و به‌طور چشمگیری ساکن شدن هیدرولیز فیبرینوژن می‌شود.

### اثرات ضد پلاکتی در گیاهان
بیماران در درمان ضد انعقاد خون مزمن با درمان مقادیر PT INR اگر با توجه به داروهای ضد پلاکتی باشد هنوز هم در معرض خطر افزایش خون‌ریزی می‌باشد. بعضی از گیاهان مانند بر گ بهار، پوست درخت غان شیرین و پوست درخت بید شامل متیل سالیسیلات هستند درحالی‌که دیگران ممکن است دارای فعالیت ضد پلاکتی حتی بیشتر از آسپیرین و ایندومتاسین داشته باشند. آماده‌سازی سیر به‌وسیلهٔ بسیاری از بیمارن به‌دلیل اثرات و خواص ضد چربی و ضد پلاکتی آن از عوامل چشمگیر در جلوگیری از تشکیل ترومبوس می‌باشد. آلیسین مشتق شده از ریشه سیر به منظور ارتقاء فعالیت‌های تجزیه فیبرین و جلوگیری از تجمع پلاکت‌ها در بیماران مبتلا به بیماری عروق کرنر نشان داده شده‌است یا از طریق یک تغییر وابسته به میزان دوز در تولید متابولیت‌های اسید آراشیدونیک است (یعنی از تشکیل ترومبوکسان در پلاکت‌ها و تغییر خواص آن‌ها (یعنی ADP گیرنده‌های فیزیکو شیمیایی از غشاء پلاکت‌ها) جلوگیری می‌کند.
گیاهان دیگر نیز ممکن است خاصیت عملکرد پلاکت‌ها ار از طریق مهار متابولیسم پروستاگلاندین داشته باشند. زنجبیل در زنان باردار جهت تسکین تهوع و استفراغ استفاده می‌شده‌است که باعث کاهش تولید PG endoperxides و ترومبوکسان از طریق مهار پلاکت سیکلو اکسیژناز COX می‌شود. از نتیجه اجزاء آنتی اکسیدان در گیاه که از پر اکسید چربی‌های ضروری برای فعالیت COX است. نوعی گل مینا، جهت سر دردهای میگرنی استفاده می‌شده‌است که تا ۸۸٪ باعث کاهش تولید پروستاگلاندین بدون ممانعت COX می‌شود. درحالی‌که گل میخک که به عنوان یک ادویه معمولی آشپزخانه بکارگرفته می‌شود منبع سرشاری از آنتی‌اکسیدانهای غذایی است و دارای دو نوع آنتی پلاکت (اوژنول و استیل اوژنول) می‌باشد مانع از فرم‌گیری پلاکت ترومبوکسان و افزایش فرم‌گیری ۱۲ HPETE که هر دو اثر آنتی پلاکتی قویتری نسبت به آسپرین را دارا هستند. بروملین، مشتق شده از آنانس با اثرات سیستم ایمنی مانع سنتز پروستاگلندین پلاکت‌های می‌شود درحالی‌که گیاه شیرین بیان حاوی کومارین (مشتق شده از آریلکومارین ۳ از GU ۷) مانع از فعالیت لیپوکسیژناز پراکسیداز در پلاکت‌های می‌شود.
بعضی از گیاهان دارای مکانیزم خاصیت پلاکتی با عملکرد و مکانیزم‌های دیگری هستند. علاوه بر این خاصیت ضد انعقادی، داروی چینی Dansheh مانع از تجمع پلاکتی و آزاد شدن به‌وسیلهٔ افزایش حلقوی درون سلولی AMP می‌گردد. جنسینگ معروفترین گیاه متشکل از ۱۵تا۲۰٪ از فروش سالیانه محصولات گیاهی در ایالات متحده (منافع واقعی که هنوز هم بحث برانگیز است) مانع از تجمع پلاکت القاء شده توسط ترومبین یا کلاژن در مدل موش می‌شود. جنیکو بیلو با، توسط پزشکان چینی برای قرن‌ها جهت درمان درد قفسه سینه مورد استفاده قرار می‌گیرد، نشان داده‌است که مطالعات بالینی نسبت به پلاسبو جهت لنگش متناوب (۷۰) و پرسش‌برانگیز برای زوال عقل نیز مفید می‌باشد (۷۱و۷۲) افزایش خطر خون‌ریزی در بیماران با استفاده از این گیاه به علت وابسته بودن به مقدار مهار تجمع پلاکت PAF القاء شده می‌باشد. فلفل قرمز (کسپاسین) گیاهی است که سابقاً جهت کاهش نوروپاتی دیابتی استفاده می‌شده‌است که از تجمع و آزادی‌سازی پلاکت‌ها ممانعت نموده و همچنین افزایش فعالیت‌های تجزیه فیبرین را سبب می‌گردد.

### فرمول گیاهی
فرمول گیاهی یکی از مهمترین جنبه‌های طب سنتی چینی که به‌وسیلهٔ فنگ جی (نوشته / نسخه شده‌است) نامیده می‌شود. هر گیاه در یک فرمول با توجه به خواص منحصربه‌فرد خود و همچنین تعامل با گیاهان دیگر انتخاب شده‌است. فرمول گیاهی به انرژی هماهنگ بدن و التیام بخش بیماری اعتقاد توامان دارد. امروزه بسیاری از فرمول‌های استاندارد را می‌توان در داروخانه‌ها و فروشگاه‌های مواد غذایی بهداشتی با کیفیت و کمیت مطالب ذکر شده خریداری نمود. از این رو برای پیش‌بینی اثرات این فرمول در درمان ضد انعقاد خطر عوارض را بیشتر افزایش می‌دهد.
فرمول گیاهی (KGK) جهت کاهش غلظت (ویسکوزیته) خون و بهبود میکروسیرکولاسیون سابقاً استفاده می‌شده‌است. KGK شامل ۶ نوع گیاه معروف (گل صد تومانی، ریشه cnidium، ریشه گلرنگ، ریشه سوسور و Danshen است و به میزان قابل توجهی باعث افزایش زمان خوریزی می‌گردد مشابه فروش کردن متابولیسم و حذف وارفارین می‌شود. KGK ممکن است باعث افزایش بالقوه اثرات ضد تروموز تیکلوپیدین شده و همچنین خطر ابتلا به پورپورای ترمبوتیک ترومبوسیتونیک از طریق استفاده این دارو تشدید می‌گردد. فرمول دیگر معروف استفاده شده قرص باک فونگ (BFP) که با عنوان بای فنگ وان شناخته شده‌است، که بالاتر از طب سنتی چینی است با ۲۶ عنصر گیاهی مورد استفاده جهت درمان چرخه قاعدگی نامنظم و خون‌ریزی با قاعدگی دردناک می‌شود. BFP مانع تجمع پلاکتی می‌شود درحالی‌که ۱۷ تا از اجزاء باعث طولانی‌تر شدن چشمگیری در زمان ترومبین می‌شوند، ۱۱ زمان پروترومبین و ۸ بار با مشتقات فعالتری نسبت به پروترومبوپلاستین دارند.

## منع مصرف مطلق آنتی کواگولانها
درافراد مبتلا به بیماری اندوکاردیت باکتریال؛ به دلیل ایجاد انوریسم مایکوتیک که می‌تواند منجر به خونریزی زیر عنکبوتیه یا SAH شود که می‌تواند منجر به مرگ بشود.
منبع :کتاب نورولوژی امینف چاپ ۲۰۱۸